# Europas letzter Sommer
Europas letzter Sommer ist deutscher dokumentarischer Spielfilm aus dem Jahr 2012, der die politischen Ereignisse im Sommer 1914, insbesondere die Juli-Krise, behandelt, die Europa in den Ersten Weltkrieg führten. Der Film gibt die Ereignisse aus Sicht politischer Führungsfiguren in Deutschland und Österreich-Ungarn sowie Botschaftern anderer Länder wieder. Regie führte Bernd Fischerauer, der ebenso als Schauspieler auftrat.

## Handlung
Europa im Juni 1914. Es herrscht Frieden, doch stehen sich zwei politische Machtblöcke gegenüber: auf der einen Seite die Triple-Entente aus dem zaristischen Russland, Frankreich und Großbritannien, auf der anderen der Dreibund aus dem Deutschen Kaiserreich, Österreich-Ungarn und dem Königreich Italien. Deutschland ist nach der Reichsgründung 1871 zur Großmacht aufgestiegen, wovon sich seine Nachbarn bedroht fühlen, das multikulturelle Österreich-Ungarn sieht sich durch die nationalen Unabhängigkeitsbewegungen auf dem Balkan herausgefordert.
Am 28. Juni 1914 fallen im bosnischen Sarajevo der österreichische Thronfolger Franz Ferdinand von Österreich-Este und seine Gattin Herzogin Sophie von Hohenberg einem Attentat serbischer Nationalisten und den Kugeln von Gavrilo Princip zum Opfer. In Österreich nimmt man schockiert das Attentat zur Kenntnis. Erste Stimmen in der Regierung machen das Königreich Serbien für den Anschlag verantwortlich und fordern eine kriegerische Reaktion auf das Attentat gegenüber Serbien. Auch im verbündeten Deutschland mehren sich derartige Stimmen wie etwa von Kriegsminister Erich von Falkenhayn und Kurt Rietzler, dem Berater des Reichskanzlers Theobald von Bethmann Hollweg.
Kritische Stimmen fürchten, dass ein Krieg gegen Serbien das Eingreifen seines Verbündeten Russland nach sich ziehen würde und damit ein lokaler Konflikt auf dem Balkan zu einem großflächigen europäischen Krieg zwischen der Triple-Entente und dem Dreibund eskalieren könnte. Der deutsche Kaiser Wilhelm II. will jedoch eine „gründliche Abrechnung“ mit Serbien und stellt am 5. Juli Österreich einen Blankoscheck mit dem Versprechen aus, dass Deutschland im Fall eines Angriffskrieges gegen Serbien und eines Eingreifens Russlands fest zu seinem Bündnispartner Österreich-Ungarn stehen wird, obgleich es sich beim Dreibund um ein Defensivbündnis handelt. Österreich stellt sich auf einen Krieg ein und will Serbien ein Ultimatum stellen, dessen Forderungen so hoch sind, dass man mit einer Ablehnung Serbiens rechnet und damit einen Krieg legitimieren würde. Auch in Deutschland bereitet man sich bereits auf einen möglichen Krieg gegen Serbiens Verbündeten Russland vor.
Am 23. Juli 1914 stellt Österreich-Ungarn Serbien ein Ultimatum, seine diplomatischen Forderungen zu akzeptieren. Die Staaten der Triple-Entente sehen das Ultimatum als Angriff auf Serbiens Souveränität, während Italien über das Verhalten Österreich-Ungarns brüskiert ist und angesichts des defensiven Charakters des Dreibunds keinen Anlass sieht, sich gegenüber einem möglichen Angriffskrieg gegen Serbien und die Triple-Entente zu beteiligen. Russland erklärt Österreich-Ungarn seine klare Intention, im Fall eines Krieges zu seinem Verbündeten Serbien zu stehen. Großbritannien dringt auf eine europäische Friedenskonferenz von Deutschland, Großbritannien, Italien und Frankreich, doch Deutschland lehnt ab. Schließlich erklärt Österreich am 28. Juli Serbien den Krieg und beginnt mit dem Beschuss von Belgrad. Am 29. Juli beginnt Russland mit einer Teilmobilisierung seiner Armee.
Deutschland plant derweil gemäß dem Schlieffenplan ein schnelles militärisches Vorgehen gegen Frankreich, um zunächst Russlands wichtigsten Verbündeten auf dem Kontinent auszuschalten, und sich dann Russland zuzuwenden. Um den Plan auszuführen, soll die deutsche Armee Belgien und Luxemburg durchqueren. Großbritannien verdeutlicht Deutschland, dass es in diesem Fall in einem europäischen Krieg nicht neutral bleiben werde. Die Deutschen wissen, dass das Kräftegleichgewicht in diesem Fall nicht zu ihren Gunsten steht und versuchen Österreich-Ungarn von dem weiteren Angriff auf Serbien abzuhalten, doch Österreich-Ungarn lehnt ab. Am 31. Juli verkündet Russland die Generalmobilmachung, was Deutschland als aggressives Verhalten wertet. Am 1. August verkünden Frankreich und Deutschland die Generalmobilmachung und Deutschland erklärt Russland den Krieg. Am 2. August stellt Deutschland Belgien und Luxemburg ein Ultimatum zur Durchquerung seiner Truppen. Am 3. August erfolgt die deutsche Kriegserklärung an Frankreich, am 4. August erfolgt der deutsche Einmarsch in Belgien und Luxemburg, was die Kriegserklärung Großbritanniens an Deutschland zur Folge hat. In Deutschland ringt die SPD als größte Oppositionspartei heftig um die Frage ihrer Positionierung, stellt sich jedoch schließlich hinter die deutsche Regierung und bewilligt die Kriegskredite im Reichstag.
In Europa ist der Krieg entfesselt, der bis zum 11. November 1918 dauern, letztlich 25 Staaten und drei Viertel der Weltbevölkerung betreffen und mehr als 10 Millionen Soldaten und 8 Millionen Zivilisten das Leben kosten wird.

## Kritiken
„Innerhalb seines selbst gesetzten Rahmens erzielt der Film hinsichtlich Dichte und Komplexität eine außerordentlich selten gesehene Qualität.“

## Auftretende historische Personen

### Deutschland

#### Staatsführung, Regierung, Diplomaten und Militärs
- Kaiser Wilhelm II.
- Reichskanzler Theobald von Bethmann Hollweg
- Vizekanzler Clemens von Delbrück
- Kriegsminister Erich von Falkenhayn
- Kurt Riezler, Diplomat, Vortragender Rat in der Reichskanzlei -
- Helmuth Johannes Ludwig von Moltke, Chef des Generalstabs
- Major Karl Graf von Kageneck, deutscher Militärattaché in Österreich-Ungarn

- Erich von Falkenhayn, preußischer Kriegsminister, Chef des Generalstabs -
- Gottlieb von Jagow, Staatssekretär im Auswärtigen Amt -
- Arthur Zimmermann, Unterstaatssekretär im Auswärtigen Amt
- Helmuth Johannes Ludwig von Moltke, Chef des Großen Generalstabs
- Alfred von Tirpitz, Großadmiral, Staatssekretär des Reichsmarineamts
- Heinrich von Tschirschky, deutscher Botschafter in Wien
- Wilhelm Prinz zu Stolberg-Wernigerode, deutscher Botschafter in Wien

#### Politiker der SPD
- Friedrich Ebert, Parteivorsitzender und späterer deutscher Reichspräsident der Weimarer Republik,
- Karl Liebknecht, Abgeordneter im Reichstag, späterer Führer des Spartakusbundes
- Rosa Luxemburg, Wortführerin der SPD-Linken
- Philipp Scheidemann, SPD-Fraktionsvorsitzender, späterer erster Reichskanzler der Weimarer Republik,
- Hugo Haase, SPD-Fraktionsvorsitzender neben Scheidemann
- Albert Südekum, Abgeordneter im Reichstag
- Paul Levi, Anwalt von Rosa Luxemburg

### Österreich-Ungarn
- Kaiser Franz Joseph I.
- Karl Graf Stürgkh, österreichische. Ministerpräsident -
- Alexander von Krobatin, Kriegsminister
- Leopold Graf Berchtold, k. k. Außenminister
- Leon Ritter von Bilinski, k.k. Finanzminister -
- István Tisza, Ministerpräsident von Ungarn
- Franz Conrad von Hötzendorf, Generalstabschef
- Alexander Hoyos, Legationsrat im Ministerium der Äußeren und Kabinettschef von Außenminister Berchtold
- Karl Macchio, Diplomat
- Wladimir Giesl von Gieslingen, Feldmarschall-Leutnant, k.k. Botschafter in Serbien
- Ladislaus von Szögyény-Marich, österreichisch-ungarischer Botschafter in Berlin
- Johann Graf Forgách von Ghymes und Gács, Unterstaatssekretär im Außenministerium

### Diplomaten der Triple-Entente und Italiens
- Nikolai Graf von Schebeko, Flügeladjutant des Zaren in Wien
- Sergejus Fürst Kudaschew, russischer Botschaftsrat in Wien
- Sergej Nikolajewitsch Swerbejew, russischer Botschafter in Berlin
- Sir Edward Goschen, britischer Botschafter in Deutschland
- Sir Maurice de Bunsen, britischer Botschafter in Wien

- Alfred Dumaine, französischer Botschafter in Wien
- Jules Cambon, französischer Botschafter in Berlin
- Herzog Giuseppe Averna di Gualtieri, italienischer Botschafter in Wien